# Can Castells (Esparreguera)
Can Castells és una obra del municipi d'Esparreguera inclosa en l'Inventari del Patrimoni Arquitectònic de Catalunya.

## Descripció
Casa rural de grans dimensions de caràcter agrícola. Està orientada al sol naixent i construïda amb pedra i maó. Està estructurada en planta baixa, dos pisos i golfes. Els angles queden rematats per llanternes turriformes. La façana principal s'obre a un barri amb diverses dependències. És senzilla i austera; destaca com a únic element ornamental un relleu de pedra a la mateixa casa on hi figura la data de 1844, a la llinda principal. La coberta és a quatre aigües, amb teula àrab, i té una torre al centre. L'espai interior està organitzat entorn la llanterna. Una de les cambres de la planta baixa està habilitada com a capella. Al costat nord-est es troba una galeria adossada a l'edifici a manera de pòrtic amb arcs de mig punt i coberta a dues aigües amb teula àrab.

## Història
Es pensa que aquest edifici és contemporani a Santa Maria del Puig, de la mateixa localitat. El 1667 figura com a propietari Joan Castells del Mas, llinatge que és documentat fins a les darreries del segle xviii. Els Castells eren una família de notaris, un d'ells, l'any 1592, va aixecar acta de la inauguració de la basílica de Montserrat. A finals de 1893, la casa passà a ser propietat de l'abadia de Montserrat, instal·lant-s'hi aquí el col·legi dels novicis.
Actualment en part de les dependències del barri hi ha instal·lada la fàbrica de licors dels monjos de Montserrat.